# Hans Fischer (SS-Mitglied)
Hans Fischer (* 21. August 1906 in Rottenbach in Thüringen; † nach 1944 (Verbleib nach Kriegsende unbekannt)) war ein deutscher Jurist, Polizist und Schutzstaffel-Führer. Fischer stieg in der Zeit des Nationalsozialismus bis zum SS-Oberführer und Oberst der Polizei auf und übte folgende Funktionen aus: Leiter der Staatspolizeistellen Münster, Königsberg, Breslau und Reval, Führer der Einsatzgruppe III im deutsch besetzten Polen und Inspekteur der Sicherheitspolizei und des SD in Stuttgart und Berlin.

## Herkunft und Studium
Fischer studierte nach dem Abitur Rechtswissenschaften in Jena, Halle und Königsberg. 1930 legte er das 1. Staatsexamen und 1933 das 2. Staatsexamen ab und promovierte zum Dr. jur.
Zum 1. Mai 1932 trat er in die NSDAP (Mitgliedsnummer 1.187.881) und die SS (SS-Nummer 29.627) ein.

## Im Polizeidienst
Bei der Staatspolizeistelle Erfurt begann er als Regierungsassessor 1933 im Staatsdienst. Vom 1. Oktober 1934 bis zum 13. April 1935 leitete er diese Dienststelle.
Bereits am 18. Juni 1934 wurde er zum SS-Untersturmführer befördert. 1935 trat Dr. Fischer aus der evangelischen Kirche aus.
Zum 13. April 1935 wurde er zum Leiter der Staatspolizeistelle Recklinghausen ernannt und 1936 in gleicher Funktion nach Münster versetzt. Am 30. Januar 1936 erfolgte auch die Beförderung zum SS-Obersturmführer. Weitere Stationen als Leiter der jeweiligen Staatspolizeistellen waren Königsberg, Breslau und Reval. Nach erneuter Beförderung zum SS-Hauptsturmführer am 30. Januar 1937, wurde Dr. Fischer am 28. Juli 1938 zum Oberregierungsrat ernannt. Die Beförderung zum SS-Obersturmbannführer geschah ebenfalls 1938.

## Bei den „Einsatzgruppen der Sicherheitspolizei“ in Polen
Als Leiter der Staatspolizeistelle Breslau und zwischenzeitlich SS-Standartenführer, übernahm Fischer schließlich die Führung der Einsatzgruppe III der „Einsatzgruppen der Sicherheitspolizei“ im Krieg gegen Polen bis zu deren Auflösung am 20. November 1939. Die Einsatzgruppe bestand aus den nachstehenden beiden Einsatzkommandos:
- Einsatzkommando 1/III: Dr. Wilhelm Scharpwinkel
- Einsatzkommando 2/III: Dr. Fritz Liphardt

Im Gefolge der 8. Armee unter General Johannes Blaskowitz gelangte die Einsatzgruppe III von Breslau aus über Kempen und Kalisch am 10. September 1939 nach Lodz. In der „Besonderen Anweisung Nr. 16“ des Armeeoberkommandos 8 vom 9. September 1939 wurde die Aufgabe der Einsatzgruppe wie folgt beschrieben:
„Bekämpfung aller reichs- und deutschfeindlichen Elemente rückwärts der fechtenden Truppe. Insbesondere Spionageabwehr, Festnahme von politisch unzuverlässigen Personen, Beschlagnahme von Waffen, Sicherstellung von abwehrpolizeilich wichtigen Unterlagen usw., Unterstützung der Ortskdtrn. bei der Erfassung von Flüchtlingen und Wehrpflichtigen.“
Die Anweisungen des Reichsführers SS Heinrich Himmler an die Einsatzgruppen gingen jedoch weit über diese Aufgaben hinaus und hatten im Ergebnis die möglichst umfassende Vernichtung der polnischen Intelligenz zum Ziel.

## Inspekteur der Sicherheitspolizei
Fischer wurde Ende 1939 als Inspekteur der Sicherheitspolizei und des SD (IdS) in Wien bis zum 24. Februar 1940 verwendet. Am 9. November 1941 zum SS-Oberführer befördert, wurde er als IdS in Stuttgart eingesetzt. Gleichzeitig war er damit auch der Befehlshaber der Sicherheitspolizei und des SD für Straßburg-Elsaß. Schließlich wurde er zum 12. April 1944 IdS in Berlin und Inspekteur der Schulen der Sicherheitspolizei bis zum 9. November 1944.

## Auszeichnungen
- Eisernes Kreuz II. Klasse
- Kriegsverdienstkreuz II. Klasse mit Schwertern
- Kriegsverdienstkreuz I. Klasse mit Schwertern
- SA-Sportabzeichen in Bronze
- Ehrendegen des Reichsführers SS
- SS-Ehrenring

## Nach dem Krieg
Details über sein Leben nach Kriegsende sind nicht bekannt.